# ياماها واي أم 3016

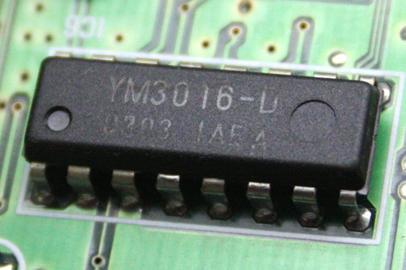
YM3016

ياماها واي أم 3016 (بالإنجليزية: YM3016)‏، ويسمى DAC-GS، هي شرحة مبدل رقمي تمثيلي ذات نقاط عائمة مطورة من قبل ياماها. وتنتج مخرجات استريو تناظرية (مدى ديناميكي 16-بت) من سلسلة قناتان أو 16-بت ثنائي/مدخلات متمم ثنائي، بيانات الصوت تحتوي 10-بت العشري و 8-بت exponent. و ذكرت مع عدد من شرائح توليف الصوت لياماها، بالإضافة إلى YM2608 وYM2610.